# Combat de Saati
Campagne d'Érythrée (1885-1888)
Le combat de Saati, ou Sahati, se déroule le 25 janvier 1887 au cours de la conquête de l'Érythrée par l'Italie. La garnison italienne de 1 167 hommes du fort de Saati est attaquée par une armée abyssine commandée par le ras Alula Engida. L'assaut est repoussé avec de très lourdes pertes pour les assaillants. Le major Boretti, le commandant du fort, redoutant de ne pouvoir être en mesure de résister à un siège prolongé, demande alors des renforts. Une colonne de secours, commandée par le lieutenant-colonel Tommaso de Cristoforis (it), est anéantie dans une embuscade à Dogali le 26 janvier.

## Contexte
Saati se trouve sur la frange orientale des hauts-plateaux, à environ 30 kilomètres à l'ouest de Massawa et 90 kilomètres d'Asmara.
En 1883, les Égyptiens occupent et fortifient le lieu. Attaqués par les troupes du ras Alula, leur fortification leur permet de résister. Le traité anglo-éthiopien du 3 juin 1884 prévoit la restitution de Saati à l'Éthiopie.
En janvier 1885, une troupe italienne s'installe à Massawa. Les Italiens s'étendent ensuite vers l'intérieur. En juin 1885, ils occupent et fortifient Saati à leur tour. Après la défaite de Dogali, ils évacuent Saati et Arafali. Cependant Saati est réoccupé en février 1888, et en mars une ligne de chemin de fer militaire la relie à Massawa. Au même moment, une armée dirigée par le negus Yohannes campe à côté de Saati, puis se retire pour aller riposter à des incursions soudanaises.